# Chiesa di Sant'Andrea (Kiev)
La chiesa di Sant'Andrea (in ucraino Андріївська церква?, Andrijivsʾka cerkva; in russo Андреевская церковь?, Andreevskaja cerkovʾ), a volte detta impropriamente cattedrale di Sant'Andrea, è una chiesa di rito ortodosso di Kiev in Ucraina,  progettata da Bartolomeo Rastrelli tra il 1747 e il 1753.